# Scherma ai XIX Giochi del Mediterraneo
I tornei di scherma ai XIX Giochi del Mediterraneo si sono svolti dal 3 al 5 luglio 2022 presso il Centre Mohammed Ben Ahmed di Orano. Hanno fatto parte del programma solamente le competizioni individuali.

## Podi

### Uomini
| Evento                          | Oro              | Argento         | Bronzo                               |
| Spada individuale (dettagli)    | Mohamed El-Sayed | Valerio Cuomo   | Matteo Tagliariol Giacomo Paolini    |
| Sciabola individuale (dettagli) | Ziad Elsissy     | Riccardo Nuccio | Ianki Bravo Aramburu Dario Cavaliere |
| Fioretto individuale (dettagli) | Veljko Cuk       | Carlos Llavador | Davide Filippi Mohamed Hamza         |

### Donne
| Evento                          | Oro                      | Argento        | Bronzo                                   |
| Spada individuale (dettagli)    | Giulia Rizzi             | Nicol Foietta  | Roberta Marzani Eloise Vanryssel         |
| Sciabola individuale (dettagli) | Saoussen Dlindah Boudiaf | Chiara Mormile | Eloisa Passaro Rebecca Gargano           |
| Fioretto individuale (dettagli) | Olga Rachele Calissi     | Morgane Patru  | Irem Karamete Maria Teresa Diaz Escalona |

## Medagliere
| Posizione | Paese   | Oro | Argento | Bronzo | Totale |
| --------- | ------- | --- | ------- | ------ | ------ |
| 1         | Italia  | 2   | 4       | 7      | 13     |
| 2         | Egitto  | 2   | 0       | 1      | 3      |
| 3         | Algeria | 1   | 0       | 0      | 1      |
| 3         | Serbia  | 1   | 0       | 0      | 1      |
| 5         | Spagna  | 0   | 1       | 2      | 3      |
| 6         | Francia | 0   | 1       | 1      | 2      |
| 7         | Turchia | 0   | 0       | 1      | 1      |
| Totale    | Totale  | 6   | 6       | 12     | 24     |